# Shadi Abdel Salam
Shadi Abdel Salam  (árabe: شادي عبد السلام)  (15 de marzo de 1930, Alejandría-  8 de octubre de 1986, El Cairo) fue un director cinematográfico, escritor y diseñador de vestuario  y escenografía egipcio.
En 1948 Shadi completó sus estudios en el Victoria College, Alejandría, posteriormente durante 1949 y 1950 estudió arte dramático en Inglaterra. Luego se incorporó a la escuela de arte de El Cairo donde se recibió de arquitecto en 1955.
En 1957 trabajó como asistente del arquitecto artístico, Ramsis W. Wassef, 1957, y diseñó los decorados y vestuarios de algunas de las más famosas películas egipcias históricas, tales como Wa Islamah, Al Nasser Salah Ad-Din y Almaz wa Abdu El Hamouly.
Trabajó como consultor histórico y supervisor de decoraciones, vestuario y accesorios de la película polaca, "Faraón", dirigida por Kavelorovitch.
También dirigió entre 1968 a 1969 el largometraje dramático titulado La momia (Al-Mummia) considerado una de las mejores películas egipcias de todos los tiempos, y recibió numerosos premios por su obra. Además dirigió el cortometraje "El campesino elocuente".
En 1970  fue director del Centro para películas experimentales del Ministerio de Cultura de Egipto. Entre 1974 a 1985 escribió el guion y diseñó la escenografía del largometraje "Ikhnatoun". Como docente ha enseñado entre 1963 a 1969 en el Instituto de Cine de Egipto en los Departamentos de Decoración, Vestuario y Dirección.